# بتهوون (کتاب)
بتهوون کتابی ادبی نوشتهٔ امیل لودویگ، نویسندهٔ اهل آلمان است. این کتاب یکی از آثار مشهور ادبی جهان است. کتاب بتهوون به زبان‌های مختلف ترجمه شده‌است.